# First We Take Manhattan
First We Take Manhattan je singlová píseň kanadského hudebníka Leonarda Cohena, která se v roce 1988 objevila jako součást jeho alba I'm Your Man. Černobílý videoklip k této písni se zřetelnými prvky synthpopu natočila Cohenova někdejší přítelkyně Dominique Issermannová. Píseň First We Take Manhattan byla také použita v závěrečných titulcích k filmu Strážci – Watchmen. Ještě před Cohenem samotným tuto píseň nahrála zpěvačka Jennifer Warnes na své album Famous Blue Raincoat. Anglický zpěvák Joe Cocker ji nahrál na své album No Ordinary World z roku 1999. Na albu I'm Your Fan (1991), kde různí umělci nahráli Cohenovy písně, ji vydala skupina R.E.M.

## Obsazení
- Leonard Cohen – zpěv a produkce
- Anjani – vokály